# Мартин, Гай
Гай Мартин (англ. Guy Martin; 4 ноября 1981 года, Гримсби) — британский мотогонщик и телеведущий.

## Биография

### Ранние годы
Гай Мартин родился 4 ноября 1981 года в Гримсби, графство Линкольншир. Он был назван в честь Гая Гибсона, британского героя Второй мировой. Отец Гая Мартина Иэн был известным мотогонщиком, мать Рита Кидалс имеет латвийское происхождение, её отец с семьёй перебрался в Великобританию в 1947 году в статусе политического беженца. Всего в семье Иэна и Риты четверо детей.
Гай с детства проявлял интерес к авто- и мототехнике. Его первой работой было место механика грузовиков в автомастерской. Несмотря на завоёванный позднее звёздный статус, Гай продолжает в свободное от гонок время работать механиком и сейчас.

### Спортивная карьера
Первая гонка Мартина состоялась в 1998 году. В дорожных гонках на выносливость серии TT Isle of Man дебютировал в 2004 году. Именно благодаря этой гоночной серии Мартин и обрёл всемирную известность, хотя так и не смог ни разу её выиграть. Дважды ломал спину во время гонок. Также Гай участвует в велосипедных гонках категории маунтинбайк с 2011 года.
В 2016 году Гай Мартин объявил об уходе из серии TT и окончательном переходе в велоспорт. Однако в январе 2017 года он объявил о своём возвращении, объяснив это желанием наконец-то победить в престижной гонке

### Медийная жизнь
Гай является автором трёх книг. С 2011 года на BBC выходил сериал The Boat that Guy Built, главным героем которого был Мартин.. Но статус телезвезды ему быстро надоел и он решил полностью сосредоточиться на гонках. В том же году в свет вышел документальный фильм Ричарда Де Арагса «TT3D: Вырваться вперёд», посвящённый гонкам Tourist Trophy. В съёмках фильма также принял участие другой популярный гонщик и конкурент Мартина Иэн Хатчинсон. В 2015 году Гай Мартин рассматривался в качестве потенциального соведущего телешоу Top Gear.